# Maria Elisabeth Möst
Maria Elisabeth Möst, auch Marilies Möst, (* 3. Mai 1925 in Wels; † 18. März 2014 ebenda) war eine österreichische Politikerin (ÖVP) und Hausfrau. Möst war von 1979 bis 1985 Abgeordnete zum Nationalrat. 

## Leben
Möst besuchte die Volksschule in Wels und absolvierte danach das Gymnasium in Wels, Dr.-Schauer-Straße. Danach studierte sie an der Universität für Bodenkultur Wien und schloss ihre Ausbildung mit dem akademischen Grad Dipl.-Ing. ab. Möst war in der Folge als Hausfrau tätig und war ab 1973 Gemeinderätin in Wels. Zudem vertrat sie die ÖVP zwischen dem 5. Juni 1979 und dem 31. Oktober 1985 im Nationalrat, als erste Frau, die aus Oberösterreich kam.
Marilies Möst war die Mutter des Dirigenten Franz Welser-Möst. Nach ihr wurde 2016 (?) die Marilies-Möst-Straße im Welser Ortsteil Niederthan benannt.